# Омофор
Омофор је најважнија архијерејска одежда. То је заправо широка трака коју архијереј ставља на оба рамена. 
Његово симболичко значење је двојако. Најпре то је изгубљена, па потом нађена овчица, коју је Христос као добри пастир узео на Своја плећа и привео Богу Оцу. Зато се омофор некада правио искључиво од беле вуне. 
На омофору су извезена четири крста. Овим крстовима архијереј показује своје пристајање да следи Христова страдања.
По предању, први омофор је изаткала сама Богородица, за Светог Лазара, који је био епископ на Криту. 
Омофор је грчка реч (ωμοφόρος) и значи раменоносник, односно оно сто се на раменима носи.
Без омофора архијереј не може обавити ни једну важну архијерејску свештенорадњу.